# Fuchsia obconica
Fuchsia obconica är en dunörtsväxtart som beskrevs av Denis E. Breedlove. Fuchsia obconica ingår i släktet fuchsior, och familjen dunörtsväxter. Inga underarter finns listade i Catalogue of Life.